# 젬베콜라
젬베콜라(DJEMBECOLA)는 서아프리카 만뎅음악 기반의 월드뮤직밴드이다.
서아프리카 만뎅음악을 기반으로 전통음악에 내재되어있는 뿌리를 발견하여 
만뎅 타악이 가진 원초적인 분출과 감각적인 선율을 통해 음악을 표현하고있다.
시디키보(젬베), 시비리(댄서), 허유정(댄서), 이은민(발렛두눈), 냉이(두눈), 고유동(가야금), 강상훈(베이스)로 이루어진 대한민국 7인조 밴드이다. 
리더 시디키보가 서아프리카 '부르키나파소'에서 젬베를 배울 때 존경의 의미로 콜라 열매를 가져가 배운다는 것을 알게되어, 젬베와 콜라를 합쳐 젬베콜라라고 정했다.
또한 서 아프리카 만뎅 지역의 리듬을 기반으로 여러 음악이 어울려 넓은 음악적 스펙트럼을 가지게되었다. 이런 것들이 모여 젬베콜라스러움이 된다.
젬베콜라는 2018년 2월 22일 결성하여 활발하게 활동중이다.

## 젬베콜라의 의미
Djembe + Cola 합성어
젬베(Djembe) :  13세기 무렵 서아프리카 ‘말리 제국'  유래된 전통 타악기
콜라(Cola) : 서아프리카 등지에서 나는 열매로 흔히아는 청량음료 '콜라'의 주 원료이다.
: 만뎅음악에서 존중(Respect)의 의미를 지니고있으며 전통적으로  콜라열매를 가지고 스승에게 찾아가 젬베를 배웠다고 한다.

## 멤버
2024 : 시디키보, 시비리, 냉이, 이은민, 허유정, 고유동, 강상훈
2023 : 시디키보, 시비리, 냉이, 이은민, 허유정, 고유동, 강상훈
2022 : 시디키보, 시비리, 성희, 냉이, 강상훈, 임강토
2021 : 시디키보, 시비리, 성희, 냉이, 고유동, 임강토
2020 : 시디키보, 몽태, 이은민, 황발리, 시비리, 성희, 냉이, 황정인, 정다휘
2019 : 시디키보, 몽태, 이은민, 황발리, 시비리, 성희
2018 : 시디키보, 김동수, 몽태, 이은민, 수민, 정연원, 황발리

## 음반
| 발매 시기   | 구분       | 앨범커버 | 멤버                                            | 제목                       |
| ----------- | ---------- | -------- | ----------------------------------------------- | -------------------------- |
| 2019년 6월  | 디지털싱글 |          | 시디키보,몽태,이은민,황발리 수민, 정연원,김동수 | <The Night>                |
| 2022년 10월 | 디지털싱글 |          | 시디키보,시비리,윤성희,강상훈,임강토,냉이       | <고기를 잡으러!>           |
| 2022년 12월 | 디지털싱글 |          | 시디키보,시비리,윤성희,강상훈,임강토,냉이       | <모고망웰레(Mogoman Welé)> |

## 활동

### 2023
- 23/12/08 젬베콜라 제4회 단독공연 '만뎅 나무에 새가앉았네' [서울/벨로주홍대]
- 2023 서울 아프리카 페스티벌 퍼레이드 & 젬베원데이클래스 조직
- 2023 노원 북 페스티벌 초청공연 (메인무대)
- 지역문화진흥원 주최 - 청춘마이크 수도권 선정 및 공연사업수행
- CTR싸운드 기획공연 아프리카 어떻게? (고라니특공대)
- 제비다방 단독공연
- 04.24 왓더콘

### 2022
- 01.15 제비다방 젬베콜라 단독공연 [상수/제비다방]
- 제비다방 단독공연 4회
- 제주 널개이펙트 페스티벌
- 인천사운드바운드 젬베콜라공연
- 상수 어슬렁페스티벌
- 인디스땅스 Top6 (4위)
- 지역문화진흥원 주최 - 청춘마이크(화무십일홍) 선정 및 공연사업수행

### 2021
공연
- 21/08/07 젬베콜라 제3회 단독공연 '롤링 인 더 만뎅' [서울/롤링홀]

- 05.02 '따그 기획공연 Mini Lɜvɔ Hɔun-다시 열다 제3장 기억의 방문' [종로3가/복합문화공간코트]
- 09.28/10.28/11.22/12.14(4회)  청춘마이크 시너지 ‘달빛청춘문화동맹’ 프로그램 중 ‘젬베콜라 - 서 아프리카 만뎅바이브’ (주최:문화체육관광부/주관:지역문화진흥원,예술공방큐)

- 09.18 부산 상상마당 주최 10100페스티벌 버스킹공연 [춘천/상상마당]
- 10.08 인터렉티브 온라인 페스티벌 #Stayhere 온라인공연참여 [온라인/Twitch]
- 10.29 대구 라이브클럽데이 온라인공연 [대명동/클럽헤비]
- 11.18 제비다방 단독공연 [상수동/제비다방]

### 2020
공연
- 02.29 '<시작 : 봄을 알리는 젬베소리>' 기획공연(합정_에디토리얼 카페 비플러스)
- 05.16 '<젬베동:마을잔치>기획공연'(홍대_에스꼴라알레그리아)
- 05.30 '<2020 1회 야시시 플리마켓>'(홍대_복합문화공간야시시)
- 06.21 '<야시시 1주년 기념공연>'(홍대_복합문화공간야시시)
- 08.01 '<2020년 주말극장 상반기 프로젝트 : 주말에 나와 같이놀자! SEASON11>'(문래_요꼬스튜디오)
- 08.01 '<MANDENG IS HOT : 만뎅이가 뜨거워>기획공연'(문래_요꼬스튜디오)
- 10.16  <2020 문화예술기행 - 나래와 함께하는 작은 음악회 공개방송 EP.3>(중동_송내동청소년문화의집)
- 10.31 <젬베동:마을잔치 HALLOWEEN>기획공연(홍대입구_에스꼴라알레그리아)
- 11.27 <2020 문화예술기행 - 나래와 함께하는 작은 음악회 공개방송 EP.9>(중동_송내동청소년문화의집)
- 12.06 <2020 인천 국제 1인 미디어 페스티벌 - 개막공연>(송도_송도컨벤시아)

프로그램
- 01.05 ~ 03.01 따그&하나아댄 18기 X 젬베콜라 '하늘을 나는 아프리카댄스' 댄스 반주(홍대_어반무브먼트살롱-댄서스라운지, 매주 일)
- 03.15 ~ 06.07 따그&하나아댄 19기 X 젬베콜라 '하늘을 나는 아프리카댄스' 댄스 반주(홍대_어반무브먼트살롱-댄서스라운지, 매주 일)
- 06.21 ~ 08.09 따그&하나아댄 20기 X 젬베콜라 '하늘을 나는 아프리카댄스' 댄스 반주(홍대_어반무브먼트살롱-댄서스라운지, 매주 일)

TV출연
- 06.06 Ep.16 International Culture in Gangnam (Season 2)  (Arirang Tv)

기획 및 연출
- 02.29 '<시작 : 봄을 알리는 젬베소리>' 기획공연 (합정_에디토리얼 카페 비플러스)
- 05.16 '<젬베동:마을잔치>기획공연'(홍대_에스꼴라알레그리아)
- 08.01 '<MANDENG IS HOT : 만뎅이가 뜨거워>' 기획공연 (문래_요꼬스튜디오)
- 10.31 <젬베동:마을잔치 HALLOWEEN>기획공연(홍대_에스꼴라알레그리아)

### 2019
이슈
- 06.13 ‘젬베콜라(DJEMBECOLA) <The Night> Digital Single Mini Album’ 발매

공연
- 01.01 '탁PD의 여행 수다 송년 오픈 파티' (홍대입구_옥탑방부엉이)
- 03.10 '마르쉐@혜화 씨앗장' (혜화_마로니에공원)
- 04.20 '쿨레칸 5주년 기념 WeleWele' (홍대_바 알레그리아)
- 04.27 '하남시 시립 합창단 게스트 공연 쿨레칸 x 젬베콜라' (하남시 덕풍3동_하남문화예술회관)
- 05.11 '제2회 아동이 주인공인 행복한 축제 퍼레이드 및 공연' (인천서구연희동_인천아시아드주경기장)
- 05.18 '쿨레칸 < 이리바 Yiriba > 공연 음악부분' 의정부음악극축제 (의정부 시청 앞 잔디광장)
- 05.25 '2019 서울아프리카페스티벌' 단독 공연 및 쿨레칸, 하늘을 나는아프리카 댄스 합동공연 (왕십리역광장)
- 05.26 '제11회 성북세계음식축제 누리마실 <고래고래> 퍼레이드' 뽈따젬(뽈레뽈레&따그&젬베콜라) (한성대입구역_성북로일대)
- 06.01 '양재시민의 숲 봄음악소풍' (양재시민의숲)
- 06.01 '평택 소리 樂(악) 축제' 퍼레이드 (평택시합정동)
- 07.29 '오예; 여름' 단독 공연 (합정_에디토리얼 카페 비플러스)
- 08.03 '이것은 콜라인가? 밴드인가?' 첫 정기공연 (상수_무대륙)
- 08.17 '아우러지는 소리 버스킹' (예술의전당)
- 09.21 '2019 주안미디어문화축제 - 미추홀릭Ⅱ퍼레이드 및 공연'(인천_미추홀대로)
- 10.12 '서아프리카 만뎅 뮤직 나이트 in Busan' (부산_경성대_Node Art Hall)
- 10.13 '2019 복지한마당 과 함께하는 미소&행복 구민축제' 천둥소리 퍼레이드 및 개막식 공연 (대구서구_이현공원일대)
- 10.19 '2019 남동구 다문화 가정의날' 기념식 식전공연 (호구포_인천남동구)
- 10.19 '2019 관광두레 주만지 페스타' (충무로_남산한옥마을)
- 11.10 '마르쉐농부시장@혜화 토종' (혜화_마로니에공원)
- 11.21 '제 11기 위원총괄워크숍' 경기도지속가능발전협의회 (수원_이비스엠배서더호텔)
- 12.02 '서울아프리카대화·한아프리카 청년포럼 아미두X젬베콜라' 한 아프리카재단 (시청_더플라자호텔)

프로그램
- 08.04 ~ 09.22 따그&하나아댄 16기 X 젬베콜라 '하늘을 나는 아프리카댄스' 댄스 반주(홍대_어반무브먼트살롱-댄서스라운지, 매주 일)
- 10.20 ~ 12.08 따그&하나아댄 17기 X 젬베콜라 '하늘을 나는 아프리카댄스' 댄스 반주(홍대_어반무브먼트살롱-댄서스라운지, 매주 일)
- 11.08 ~ 11.10 바바라 반구라 젬베 워크숍 두눈 반주(시청역_한국정보화진흥원 B1 회의실)

TV출연
- 05.26 '제11회 성북세계음식축제 <고래고래> 퍼레이드' 뽈따젬(뽈레뽈레&따그&젬베콜라)'  (연합뉴스TV)
- 09.25 경인 버킷리스트 < 우리동네 한바퀴 > 96회 주안미디어문화축제 - 미추홀릭Ⅱ(경인방송 OBS)

기획 및 연출
- 08.03 '이것은 콜라인가? 밴드인가?' 첫 정기공연 (상수_무대륙)

- 09.21 '2019 주안미디어문화축제 - 미추홀릭Ⅱ퍼레이드 및 공연 부분 '(주안_미추홀대로)
- 10.12 '서아프리카 만뎅 뮤직 나이트 in Busan' (부산_경성대_Node Art Hall)

### 2018
이슈
- 02.22 ‘젬베콜라’ 결성
- 05.21 <2018 문래창작촌 지원사업 MEET> 최종 선정 (서울문화재단,문래예술공장)

공연
- 03.09 '카페 송투미' 오픈마이크 (당산_Song too me)
- 03.11 '마르쉐@혜화 씨앗장' (혜화_마로니에공원)
- 04.15 '사운드마인드 : 80th. OPEN MIND' (낙성대_사운드마인드)
- 05.05 '해피하몽어른이날' (합정_깊은숲)
- 05.19 '2018 서울아프리카페스티벌' 단독 공연 및 하늘을 나는아프리카 댄스 합동공연  (동대문역사문화공원_DDP)
- 05.27 '서울국제핸드메이드페어 2018'  (동대문역사문화공원_DDP)
- 06.09 '제 5회 수원이주민영화제' (수원인계동_수원미디어센터)
- 07.21 '모두의시장' (문화비축기지)
- 07.28 ‘1st 세븐비어페스트' (양평청운면_세븐브로이양평 공장)
- 09.01 ‘보부상 이고,지고, 렛츠고' 충남문화재단 문화가있는 날 (논산대교동_논산화지중앙시장)
- 10.06 '제21회 김삿갓 문화제 - 코스프레 퍼레이드 & 경연대회 축하공연' 영월문화재단 (영월읍하송리_영월스포츠파크)
- 10.24 '2018 후생가외 - 신보섭 〈시디키 보 소리 판 ‘만대(萬代/Mande)놀음 대 잔치!’〉' (장한평_복합문화공간 아이원)
- 10.27 '제 1회 서울시 복지정책 제안공모전 발표회 축하공연' 서울특별시 (서울시청)
- 10.28 '제 3회 지노마드 캠프 조몰樂 조몰樂 내가 Green 갯골 오픈퍼레이드 및 공연' 시흥시 (시흥시연성동_시흥갯골생태공원)
- 11.03 '문래 커뮤직케이션 페스티벌 할로윈' 서울문화재단, GS SHOP (문래_문래예술공장)
- 11.11 '100번째 마르쉐@혜화 장터' (혜화_마로니에공원)
- 11.17 '감상하며, 즐기며, 자연과함께 중앙완충녹지 걷기' 시흥시지속가능발전협의회 (시흥시정왕동_옥구공원)
- 12.22 '빵 .zip마켓' 홍대예술마켓 (홍대_클럽 빵)

프로그램
- 06.08 ~ 7.27 까르 X 젬베콜라 두근두근 서아프리카 댄스 (월드컵경기장_문화비축기지, 매주 금)
- 07.05 ~ 10.11 '문래에서 젬베치고 신나게놀자!' (문래_문래예술공장 7/5,8/2,9/6, 영등포구청_용보랜드 10/11)
- 10.18 ~ 12.06 따그&하나아댄 10기 X 젬베콜라 '하늘을 나는 아프리카댄스' (홍대입구_어반무브먼트살롱-댄서스라운지, 매주 목)

대회
- 05.12 ~ 13 '제1회 신부 전국버스킹대회' 예선 /본선진출 (천안신부동_신부문화공원)

기획 및 연출
- 10.24 '2018 후생가외 - 신보섭 〈시디키 보 소리 판 ‘만대(萬代/Mande)놀음 대 잔치!’〉' (장한평_복합문화공간 아이원)
- 11.03 '문래 커뮤직케이션 페스티벌 할로윈' 독자운영 서울문화재단, GS SHOP (문래_문래예술공장)
- 11.17 '감상하며, 즐기며, 자연과함께 중앙완충녹지 걷기' 퍼레이드 부분 시흥시지속가능발전협의회 (시흥시정왕동_옥구공원)

## 사진
| 2019.08.03 '이것은 콜라인가? 밴드인가?' 첫 정기공연 사진 모음                                                                                               |
| --- |
| - 젬베콜라 정기공연 '이것은 콜라인가? 밴드인가?' 중 - 젬베콜라 정기공연 '이것은 콜라인가? 밴드인가?' 중 - 젬베콜라 정기공연 '이것은 콜라인가? 밴드인가?' 중 |

## 뉴스

### 2021
- 7.21 홍대에서 젬베콜라와 함께 서아프리카의 만뎅음악을 만나다.(OTR)

### 2019
- 07.24 '이것은 콜라인가? 밴드인가?'(오마이뉴스)

- 04.03 '[ESC] 아프리카를 춤추다'(한겨레)

- 05.25 '성북문화재단, ‘2019 성북세계음식축제 누리마실’ 개최'(미디어 트루)

- 05.23 '문화로 맛으로 채우는 시간 ... ‘2019 성북세계음식축제 누리마실’ 개최 보관됨 2019-08-18 - 웨이백 머신'(보건복지타임스)  '한성대입구역에 세계 음식 총집결'(문화일보)

- 05.21 '서울 한복판에서 느끼는 아프리카 대륙' (트래블바이크뉴스)

- 05.20 '성북구, 제11회 ‘세계음식축제 누리마실’ 개최'(TV서울)  '서울에서 만나는 국내 최고 규모의 아프리카 축제 ‘2019 서울아프리카페스티벌’(투어타임즈)

- 05.18 '어딜 가도 후회는 없다! 이번 주 서울이색축제 모음'(한국방송뉴스)

- 05.16 '봄바람 살랑이는 서울 ‘시민의숲’으로 음악소풍' (트래블바이크뉴스)  '서울에서 만나는 아프리카 축제, 2019 서울아프리카페스티벌 열려' (페어뉴스)

- 05.15 '시민의 숲의 음악소풍'(ENB교육뉴스방송)

' 봄바람 살랑이는 양재 ‘시민의숲’으로 음악소풍 오세요'(데일리투데이)
'서울시, 봄바람 살랑이는‘시민의숲’으로 음악소풍 오세요'(뉴스에이)
'서울시, 봄바람 살랑이는‘시민의숲’으로 음악소풍 오세요'(사건의내막)
'문화로 맛으로 채우는 시간, 성북세계음식축제 누리마실 개최'(뉴스에이)

### 2018
- 08.28 '충남문화재단, 9월 1일 논산야시장서 '보부상 이고.지고.렛츠고!' 개최'(뉴스스토리).
- 07.24 '세븐브로이, 양평 첨단 수제맥주공장 28일 완공[깨진 링크(과거 내용 찾기)]' (중앙일보)  '수제맥주 세븐브로이맥주, ‘제1회 세븐비어페스트’ 개최' (스포츠경향) '세븐브로이, 양평 첨단 수제맥주공장 28일 완공'(뉴시스)
- 07.19 '이번주 문화비축기지, '밤도깨비야시장' 등 볼거리, 먹거리 풍성' (영등포방송)
- 07.18 '더위 날려주는 수박영화제, 사회적기업 제품 체험하는 도심속 야시장'(뉴스로)  '서울 문화비축기지 3개 야시장 21일 동시 개장'(아시아투데이)
- 06.07 '수원미디어센터, 제5회 수원이주민영화제'(이뉴스투데이)